# Блехер, Иезекиил Натанович
Иезекиил Натанович Блехер (родился в 1885, Верро, Лифляндская губерния) — российский публицист и переводчик.

## Биография
Учился в еврейских школах, городском училище Верро, Псковском землемерном училище. В 1905—1917 обучался за границей — на математическом факультете Римского университета, Инженерном училище Кливленда (штат Огайо, США). На протяжении трёх лет являлся вольнослушателем в Сорбонне.
В 1913 году предоставил сведения о себе для «Лексикона еврейских писателей» (издан в Варшаве).
Литературно-публицистическую деятельность начал в Нью-Йорке. Работал собкором британской газеты «Di Zait» в Норвегии. В апреле 1917 года вернулся в Россию. Печатался в «Vorwarts» (Нью-Йорк), «Дер Фрайнд» (Варшава), «Новой жизни» (США), «Европейской литературе» (Варшава), «Новой земле» (США), «Di Zait» (Лондон). 

## Творчество
Авторству Иезекила Блехера принадлежит поэтическая драма «Плащ Изиды» на историческую тематику (по Иосифу Флавию). Незавершенной (в малой степени) осталась пьеса в стихах «Поющая мандрагора». В 1915 выпустил стихотворный сборник «Childe Harold» в виде отдельной книги вместе с переводами.